# Chiloscyllium hasseltii
Chiloscyllium hasseltii — вид акул род азиатских кошачьих акул одноимённого семейства отряда воббегонгообразных. Эти акулы обитают в Индийском и Тихом океане на глубине до 12 м. Максимальный зарегистрированный размер 60 см. У этих акул удлинённое тело ровного коричневого цвета. Рацион состоит из беспозвоночных. Они размножаются, откладывая яйца. Представляют незначительный интерес для коммерческого рыбного промысла.

## Таксономия
Впервые вид был научно описан в 1852 году. Синтипы — 5 образцов длиной 48—59 см, собранных в водах Явы, Суматры и Молуккских островов. Вид назван в честь датского зоолога Йохана Конрада ван Хассельта, изучавшего фауну Индонезии.

## Ареал
Chiloscyllium hasseltii обитают в западной части Индийского океана и в восточной части Тихого океана. Они распространены у берегов Бирмы, Таиланда, Малайзии, Сингапура, Индонезии, Борнео и Вьетнама. Эти акулы предпочитают держаться у коралловых рифов на мелководье не глубже 12 м.

## Описание
У Chiloscyllium hasseltii тонкое цилиндрическое тело без латеральных выступов. Голова лишена латеральных складок кожи. Рыло спереди закруглённо. Глаза расположены дорсолатерально. Вокруг глаз имеются слегка приподнятые гребни. Подвижное верхнее веко и окологлазничные впадины отсутствуют. Глаза довольно крупные, их длина составляет 1,5—2,4 % длины тела. Позади глаз имеются крупные брызгальца. Жаберные щели маленькие, пятая и четвёртая жаберные щели расположены близко друг к другу. Ноздри обрамлены усиками. Внешний край назальных выходных отверстий окружён складками и бороздками. Маленький почти поперечный рот расположен перед глазам и сдвинут к кончику рыла. Нижние губные складки соединяются с подбородком посредством кожных складок. Нижние и верхние зубы не имеют чётких различий, оснащены центральным остриём и несколькими латеральными зубчиками. 
Расстояние от кончика рыла до грудных плавников равно 16,5—20,3 % длины тела. Грудные и брюшные плавники крупные, широкие и закруглённые. Шипы у их основания отсутствуют. Расстояние между их основаниями невелико, ненамного превышает длину основания первого спинного плавника и равно 6,6—11,1 % длины тела. Основание первого спинного плавника начинается на уровне средней точки основания брюшных плавников. Основание первого спинного плавника чуть длиннее основания второго. Высота первого и второго спинных плавников равна 4,8—8,1 % и 7,4—9,1 % длины тела соответственно. Основание длинного, невысокого и килеобразного анального плавника расположено позади основания второго спинного плавника. Длина основания анального плавника превышает его высоту в 6 раз. Расстояние от кончика рыла до анального отверстия составляет 33,2—37,7 % длины тела. Дистанция между анальным отверстием и кончиком хвостового плавника равна 58,9—64,3 % длины тела. Хвостовой плавник асимметричный, верхняя лопасть не возвышается над апексом туловища, у её края имеется вентральная выемка. Нижняя лопасть неразвита. Латеральные кили и прекаудальная ямка на хвостовом стебле отсутствуют. Общее число позвонков 156—175. Количество витоков кишечного клапана 15. Окраска ровного равномерная, молодые акулы окрашены очень эффектно: у них тёмное, почти чёрное тело, покрытое поперечными светлыми полосами и пятнами.

## Биология
Chiloscyllium hasseltii размножаются, откладывая яйца. Размер новорожденных 9,4—12 см. Самцы достигают половой зрелости при длине 44—54 см. Рацион состоит из беспозвоночных. 

## Взаимодействие с человеком
Chiloscyllium hasseltii представляют незначительный интерес для коммерческого рыбного промысла. Мясо употребляют в пищу. Международный союз охраны природы еще не оценил статус сохранности данного вида. 